# Pramenský potok
Pramenský potok (dříve uváděn jako potok Roda) je levostranný přítok řeky Teplé v okrese Cheb v Karlovarském kraji. Jeho délka činí 16,5 km. Plocha povodí měří 54,0 km².
Potok je vodohospodářsky významný tok I. třídy čistoty vody.

## Přírodní poměry

### Geomorfologie
Potok protéká Slavkovským lesem ve směru od západu na východ. S výjimkou prameniště, které se nachází v podcelku Kynžvartská vrchovina a jeho ústí do Teplé v Bečovské vrchovině se celý tok nachází v Hornoslavkovské vrchovině.

### Geologie

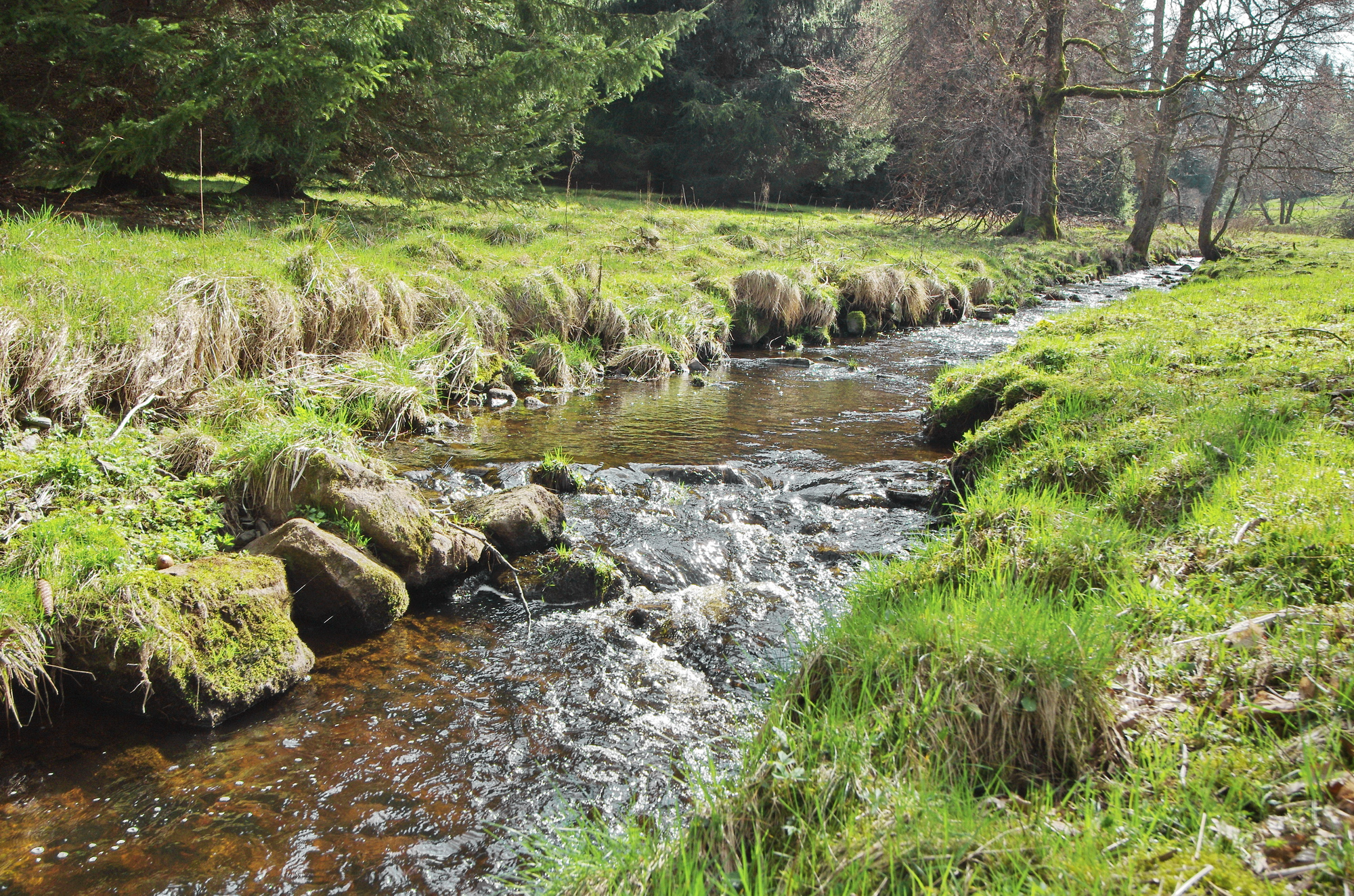
Pramenský potok pod Kladskou

Geologickou stavbu území v povodí Pramenského potoka tvoří horniny mariánskolázeňského metabazitového komplexu, zastoupené zejména amfibolity. V okolí Kladské a v úseku mezi Kladskou a Prameny vystupují po levém břehu potoka muskovitické žuly. Před a za obcí Prameny se zvedají podél pravého břehu výrazné hadcové hřbety Vlčku (883 m), podél levého břehu Pluhova boru (804 m).

### Minerální prameny

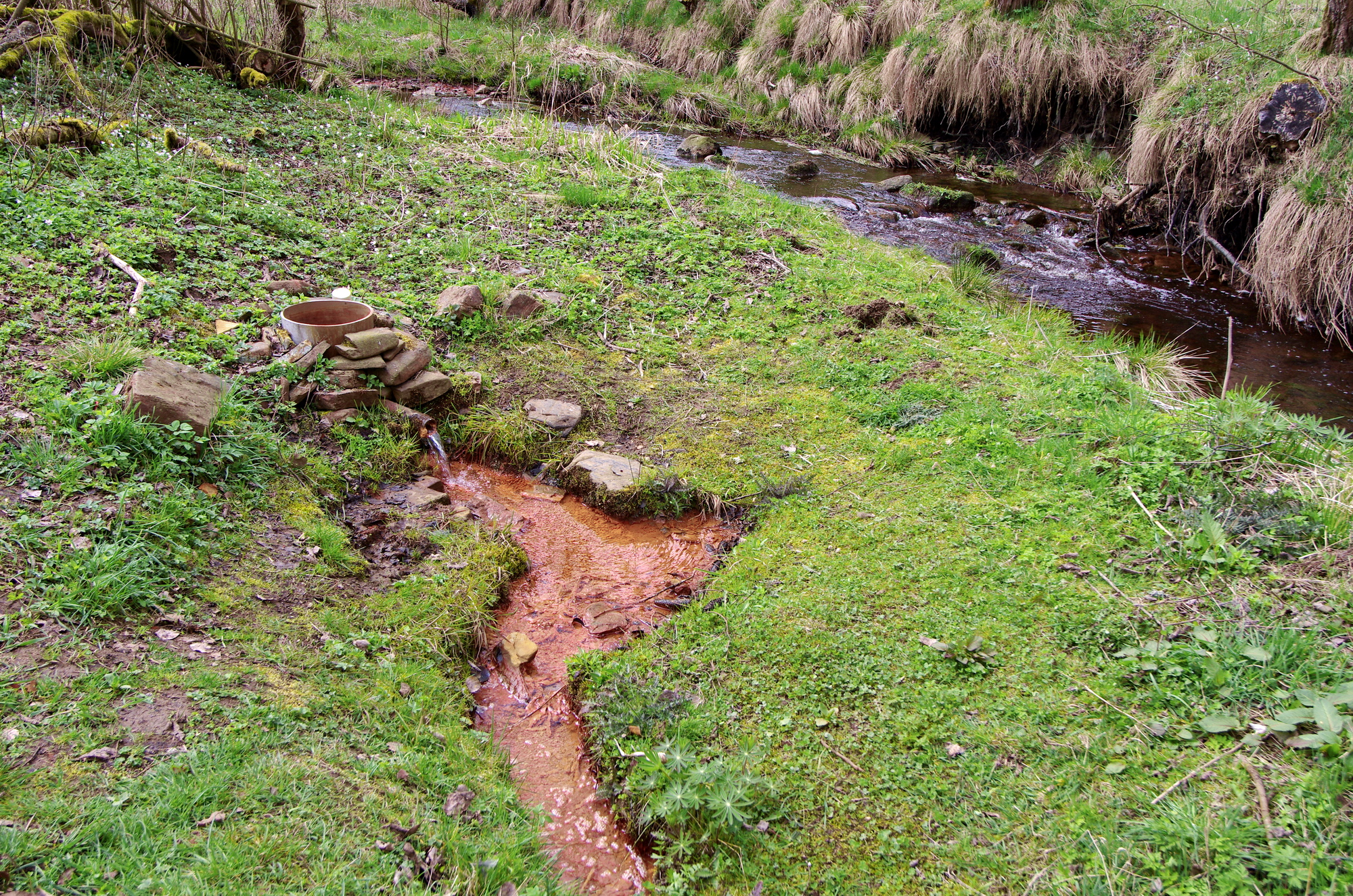
Barochův pramen a Pramenský potok

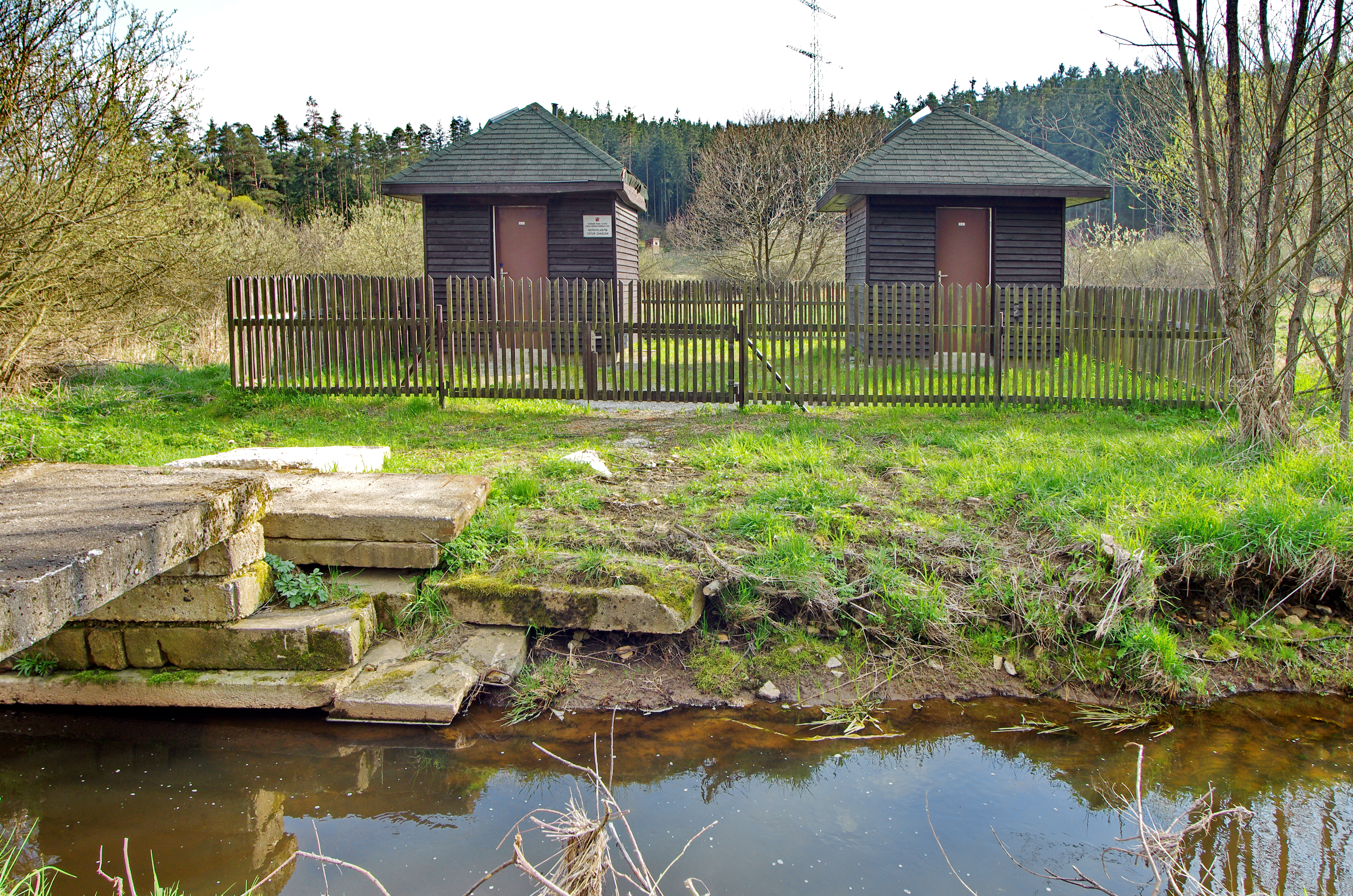
Čerpací vrty pro minerálku Magnesia

V údolní nivě potoka jsou časté vývěry minerálních pramenů, které jsou pozůstatky terciérní sopečné činnosti ve Slavkovském lese. Podle hydrochemické klasifikace to jsou převážně studené kyselky s vysokým stupněm sycení CO2. V Pramenech, které ještě mezi světovými válkami byly lázeňskou obcí, to je zejména Vincentův pramen. Pramen je zachycen ve zděné šachtici nedaleko budovy již neexistujících Alžbětinských lázní. Nad pramenem stával dřevěný pavilon. Pramen je však v katastrofálním stavu a pro pití zcela nevhodný.
K léčebným kúrám se v lázních využívaly i prameny Rudolfův, Giselin a Hublův. Minerální voda z Rudolfova pramene byla kdysi stáčena do lahví a posílána do celé Evropy.
Teprve po roce 2010 dobrovolníci z Občanského sdružení Obnova obce Prameny provedli obnovu lázeňského parku a rekonstrukci Giselina a Rudolfova pramene.
Volně přístupný je pramen Barochův (též nazývaný Baroch – Horáčkovou kyselkou), jehož vývěr byl v polovině osmdesátých let upraven pracovníky CHKO Slavkovský les Františkem Barochem a Jindřichem Horáčkem. Na zahradě penzionu U Nováka v Pramenech je zachycen ve studni asi šest metrů hluboké pramen nazývaný Novákův.
Od soutoku s Mnichovským potokem a dále po proudu je v podmáčeném terénu velké množství jímacích vrtů, odkud se minerální vody od počátku 21. století přivádí potrubím do plnírny v nedalekém Mnichově. Zde se tato minerálka míchá s vodami z dalších vrtů obdobného složení, zejména s Grünskou kyselkou. Výsledná minerální voda s velmi vysokým obsahem hořčíku se expeduje pod obchodním názvem Magnesia.
Kromě minerálních pramenů se po pravém břehu potoka v přírodní rezervace Mokřady pod Vlčkem nachází několik mofet.

### Ochrana přírody
Celý tok Pramenského potoka se nachází v Chráněné krajinné oblasti Slavkovský les. V jeho okolí se nachází několik maloplošných chráněných území. Nejprve potok obtéká potok národní přírodní rezervaci Kladské rašeliny, její části Tajgu a Husí les. Po pravém břehu se před obcí Prameny, pod svahy Vlčku nachází přírodní rezervace Mokřady pod Vlčkem, jeden z největších zachovalých komplexů nelesních mokřadů centrální části Slavkovského lesa. Silně zamokřené louky na mírných svazích a v terénních depresích s nepravidelnými porosty dřevin, menší rybníky a mokřady s mnoha chráněnými a vzácnými druhy cévnatých rostlin patří mezi nejvýznamnější mokřadní lokality západních Čech. Nad ní, na kopci Vlčí kámen (883 m n. m.) se rozprostírá přírodní rezervace Vlček s ochranou význačné květeny na hadcových skalkách. Zvětráváním hadce s vysokým obsahem hořčíku vznikl specifický substrát, který výrazně ovlivňuje zdejší vegetaci. Substrát má nízký obsah živin. Obsah základních prvků jako jsou dusík, draslík a fosfor je velmi nízký. Naopak vysoká je koncentrace těžkých kovů, zejména niklu, chromu a kobaltu, a proto je substrát pro většinu rostlin toxický. Právě tato toxicita je podle botaniků důvodem výskytu specifické hadcové vegetace. Ta se dokáže se špatnými podmínkami vyrovnat, neboť jí chybí konkurence jiných rostlin. Bylo totiž zjištěno, že hadcové vegetaci se dobře daří i v příznivých půdních podmínkách, v substrátech bohatých na živiny. Zde ji však vytlačí konkurenční vegetace. Po soutoku s Mnichovským potokem se nad levým břehem zvedá národní přírodní rezervace Pluhův bor, ve které je rovněž předmětem ochrany mimo jiné i zajímavá vegetace na hadových substrátech, včetně vzácné endemické rostliny rožce kuřičkolistého.
Před soutokem s Teplou se u levého břehu nachází přírodní rezervace Údolí Teplé, jejíž strmé svahy a skalní výchozy se vyznačují vysokou geologickou diverzitou.

## Průběh toku
Pramení v nadmořské výšce 856,9 metrů ve Slavkovském lese poblíž osady Kladská, asi 7 kilometrů severně od Mariánských Lázní. Pod hrází Kladského rybníka jsou vody potoka převedeny malým betonovým akvaduktem přes Dlouhou stoku, která z rybníka odtéká.
Potok dále teče souběžně s Dlouhou stokou k východoseverovýchodu a protéká vesnicí Prameny. Zde poblíž potoka vyvěrají na několika místech minerální prameny, jichž dříve využívaly dnes již zaniklé Alžbětinské lázně. Pod Prameny se potok mírně stáčí k východu a teče mělce zaříznutým údolím bohatým na meandry; břehy jsou hojně porostlé vrbou jívou. V nadmořské výšce 590 metrů se poblíž železniční zastávky Louka u Mariánských lázní vlévá do řeky Teplé na jejím 35,1 říčním kilometru.

### Větší přítoky
- levé – Kyselka
- pravé – Mnichovský potok

## Vodní režim
Průměrný průtok u ústí činí 0,69 m³/s.

### Hospodářské využívání

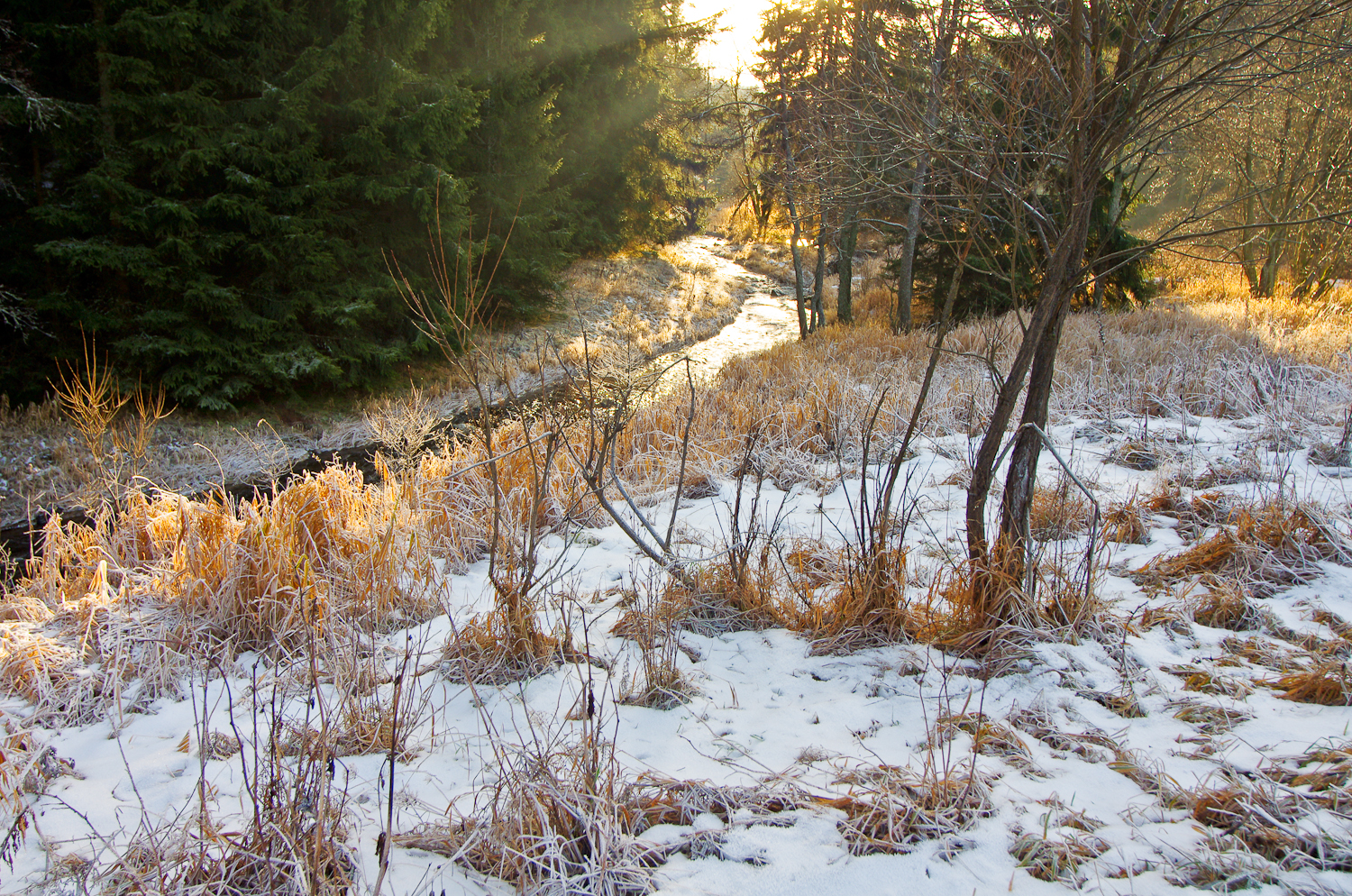
Pramenský potok v zimě

Území v bezprostředním okolí potoka byla v minulosti místy s čilou hornickou činností. Rýžování a doly na cínovou rudu jsou uváděny již už v roce 1454. V té době ještě neexistovala tzv. Dlouhá stoka, vodní dílo dokončené v roce 1536. Vodu potřebnou pro rýžování i pro důlní provozy poskytoval Pramenský potok. Rozsáhlé antropogenní montánní útvary, sejpová pole, jsou v terénu po levém břehu mezi obcemi Kladská a Prameny viditelné i v současnosti. Menšího rozsahu byly doly na stříbrnou rudu nad pravým břehem potoka uváděné poprvé v roce 1486.
Na Pramenském potoce bylo v minulosti postaveno mnoho mlýnů. Prvním mlýnem byl Opatský mlýn. První zmínka o něm je z roku 1838. Ten stával na pravém břehu potoka v místě, kde Pramenský potok vtéká do Pramenů. Na dobové fotografie z roku 1924 je vidět, že se jednalo o velké stavení. Po odsunu německého obyvatelstva po skončení druhé světové války zůstal mlýn opuštěný a zchátral. V roce 1946 bylo rozhodnuto o vybudování vojenského výcvikového tábora v prostoru Slavkovského lesa. Po opouštění vojenského prostoru v roce 1953 byl stržen. Zůstaly jen nepatrné zbytky základů někdejší stavby. Ze čtyř mlýnů v Pramenech stál největší mlýn uprostřed obce. Ten patřil zároveň mezi největší stavení v obci a místní jej nazývali Schneidenským mlýnem. Nejstarším mlýnem v Pramenech byl Neumannův mlýn. Po část roku se zde mlela mouka, v jiném ročním období se řezala prkna. Přímo ve mlýně se nacházela i pekárna. Za doby působení armády ve výcvikovém prostoru Prameny byl mlýn srovnán se zemí. Jen dlouhý náhon pod silnicí ukazuje, kudy k mlýnu přitékala voda. Významným mlýnem na Pramenském potoce byl Fritzův mlýn. Ten stával za obcí Prameny, pod silnicí směrem od do Mnichova. Nejstarší dochovaná informace o mlýnu se nachází v archívu Mnichova a uvádí, že v roce 1602 koupila obec mlýn o jeho majitele. Mlýn několikrát změnil majitele. Mlýn byl vybaven jak kameny na mletí obilí, tak i katrem na řezání kmenů. Ve 20. letech 20. století zde byla nainstalována Francisova turbína a energie vody se využívala k výrobě elektřiny. Po roce 1946 mlýn zchátral a později byl srovnán se zemí.
Významnější retencí vody na Pramenském potoce je vodárenská nádrž, 1,5 km severně od Mnichova.